# Propalticus jarawa
Propalticus jarawa es una especie de insecto coleóptero de la familia Propalticidae.

## Distribución geográfica
Es endémico de las islas Andamán (Indonesia).